# 黃南光
黃南光（1948年—），生於台灣台中市，企業家黃烈火之子，為和泰汽車董事長。

## 生平
黃烈火二房所生，為黃南圖的弟弟。
1970年，畢業於輔仁大學化學系。之後至美國留學，進入密蘇里州立大學化工研究所。1972年進入美國味全工作，長期居住在美國。
2007年，成為美國味全副董事長。同時出任和泰汽車常務董事。
2008年，異母兄黃克銘請辭和泰汽車副董事長，由黃南光接任。
2009年，回到台灣居住，就近照顧其父黃烈火。
2010年，黃烈火過世。黃南光接任和泰汽車董事長。